# Лим Вон Чжу
Вон Чжу Лим (Won Ju Lim, род. 1968 в Южной Корее, живёт и работает в США) — современный художник.

## Творчество
Лим известна работами, сочетающими архитектурные формы (преимущественно, из оргстекла) и проекции неподвижных и движущихся изображений (чаще всего — ландшафтов). Её инсталляции погружают зрителя в мир цветов, теней и света, фантазии и ностальгии. Структуры используются одновременно как экраны и преломляющие свет линзы, создающие тени и искажающие проекции на стенах галереи.

## Образование
- 1992 B.S., Woodbury University
- 1998 M.F.A., Art Center College of Design

## Персональные выставки
- 2008 «24 Seconds of Silence», Ullens Center for Contemporary Art, Пекин
- 2008 «Broken Landscape an other sad things», Pilar Parra & Romero Galería de Arte, Мадрид
- 2007 «Ruined Traces», Patrick Painter Inc., Санта-Моника, США
- 2007 «Broken Landscape», Patrick Painter Inc., Санта-Моника, США
- 2005 «Plastic in Transition», Pilar Parra & Romero Galería de Arte, Мадрид
- 2005 Вон Чжу Лим, Patrick Painter Inc., Санта-Моника, США
- 2005 Longing for Wilmington, Domus Artium 2002, Саламанка
- 2004 Вон Чжу Лим, Galerie Max Hetzler, Holzmarktstrasse, Берлин
- 2004 Вон Чжу Лим, Emily Tsingou Gallery, Лондон
- 2003 Вон Чжу Лим, Patrick Painter Inc., Санта-Моника, США
- 2002 Next, Vancouver Art Gallery, Ванкувер
- 2002 Вон Чжу Лим, Galerie Max Hetzler — Holzmarktstrasse, Берлин
- 2002 «California Dreamin», Galerie Max Hetzler — Zimmerstrasse, Берлин
- 2001 Вон Чжу Лим, Patrick Painter Inc., Санта-Моника, США

## Работы
- 2008 «24 Seconds of Silence». Вдохновившись современными видами Пекина, научно-фантастическими фильмами (такими как «Logan’s Run», 1976, «Метрополис», 1927, «Волшебник из страны Оз», 1939), Вон Чжу Лим создала мультимедийную иснсталляцию из скульптур в сочетании с неподвижными и вращающимися проекциями, материал для которых художница сняла в Пекине. «24 Seconds of Silence» — одна большая инсталляция, которая включает 14 скульптур и 5 видеопроекций.
- 2007 Broken Landscape № 5. В серии «Broken Landscapes» художница отошла от привычной манеры исполнения, но осталась верна теме исследования пространства, времени и памяти при помощи архитектуры, скульптуры и атмосферы. В этой серии Лим использует новый метод: художница разбивает серию пейзажей и помещает части вместе. Живопись становится мозаикой памяти. Лим разрушает одно воспоминание, чтобы вызвать массу других.
- 2007 «Ruined Traces». Инсталляция из скульптур из оргстекла, искусственных и живых растений, видеопроекций.
- 2004 Memory Palace (Baroque # 1)